# تجمع الرهوتين (حجر الصيعر)

تعديل مصدري - تعديل

تجمع الرهوتين هو "تجمع بدوي" في عزلة حجر الصيعر بمديرية حجر الصيعر التابعة لمحافظة حضرموت، بلغ تعداد سكانها 71 نسمة حسب تعداد اليمن لعام 2004.